# هوکوشین-رون

نقشهٔ طرح هوکوشین-رون که مسیر تهاجم احتمالی به خاک شوروی را نمایش می‌دهد. اعداد داخل نقشه در نواحی قرمز رنگ بیانگر سال تسلط ژاپن به هر یک از این نواحی می‌باشد.

هوکوشین-رون (ژاپنی: 北進論) به معنی راه شمال یا دکترین توسعه شمالی یک دکترین سیاسی در ژاپن پیش از آغاز جنگ جهانی دوم بود که بر اساس آن منچوری و سیبری نسبت به باقی مناطق بیشترین اهمیت گسترش سرزمینی و منابع را داشتند که بر همین اساس این مناطق باید جزو منطقه نفوذ امپراتوری ژاپن قرار می‌گرفت. طرفداران این نظر را گاهی گروه ضربت شمال می‌نامند. در دوره میان‌دوجنگ این نظر طرفداران بسیاری را در نیروی زمینی امپراتوری ژاپن جذب کرده بود اما پس از شکست ژاپن در نبرد خالخین گل این دکترین کنار گذاشته و پیمان بی‌طرفی میان ژاپن و شوروی به امضا رسید. پس از آن، سیاست کاملاً متضاد نانشین-رون در دستور کار قرار گرفت که بر اساس آن جنوب شرق آسیا و منابع آن که در دست دولت‌های استعمارگر اروپایی قرار داشت باید اصلی‌ترین حوزه نفوذ امپراتوری ژاپن باشد.